# 瀬戸市立深川小学校
瀬戸市立深川小学校（せとしりつ ふかがわしょうがっこう）は、かつて愛知県瀬戸市宮脇町にあった公立小学校。1903年（明治36年）に瀬戸第二尋常小学校として開校した。

## 地理
瀬戸市の中心市街地にあり、西側には深川神社や「瀬戸のやきものの祖」加藤景正を祀る陶彦社、東側には日本最大の陶製碑である六角陶碑がある。毎年9月には学区内でせともの祭が開催され、瀬戸市内外から多くの観光客が訪れる。

## 歴史

### 年表
- 1903年（明治36年） - 愛知県東春日井郡瀬戸第二尋常小学校として創立[2]。
- 時期不明 - 瀬戸深川尋常小学校に改称。
- 1929年（昭和4年） - 瀬戸市深川尋常小学校に改称。
- 1940年（昭和15年） - 瀬戸市深川尋常高等小学校に改称。
- 1941年（昭和16年） - 瀬戸市深川国民学校に改称。
- 1947年（昭和22年） - 瀬戸市立深川小学校に改称。
- 1953年（昭和28年） - 創立50周年。
- 2003年（平成15年） - 創立100周年。
- 2020年（令和2年）3月31日 - 瀬戸市の中心市街地の5校（瀬戸市立道泉小学校、瀬戸市立深川小学校、瀬戸市立古瀬戸小学校、瀬戸市立東明小学校、瀬戸市立祖母懐小学校）と2中学校（瀬戸市立本山中学校、瀬戸市立祖東中学校）を統合、義務教育学校の瀬戸市立にじの丘学園の開校により閉校。

### 沿革
戦前のピーク時には児童数が2,000人を超えており、戦後の1947年（昭和22年）の児童数は1,065人だった。その後1957年（昭和32年）には1,137人まで増えたが、1967年（昭和42年）には615人となり、1970年代から児童数が顕著に減少した。1987年（昭和62年）には251人となり、1990年代には各学年1学級の学校となった。2007年（平成19年）には106人となり、2015年（平成27年）以降は50人前後で推移している。

## 児童数の変遷
『愛知県小中学校誌』（2018年）によると、児童数の変遷は以下の通りである。
| 1947年（昭和22年） | 1065人 |  |
| 1957年（昭和32年） | 1137人 |  |
| 1967年（昭和42年） | 615人  |  |
| 1977年（昭和52年） | 491人  |  |
| 1987年（昭和62年） | 251人  |  |
| 1997年（平成9年）  | 164人  |  |
| 2007年（平成19年） | 106人  |  |
| 2017年（平成29年） | 50人   |  |

## 著名な卒業生
- 加藤主税 - 言語学者
- 石川秀美